# Tony Martin (muzyk)
Tony Martin, właśc. Anthony Philip Harford (ur. 19 kwietnia 1957 w Birmingham) – angielski wokalista, muzyk, kompozytor i multiinstrumentalista.
Tony Martin jest najlepiej znany ze współpracy z zespołem Black Sabbath, w którym zajmował pozycję wokalisty w latach 1987–1991 oraz 1993–1997. Martin jest drugą osobą po Ozzym Osbournie pod względem czasu spędzonego w zespole jako jego wokalista.
Oprócz tego Martin współpracował z takimi wykonawcami jak: M3, The Alliance, Misha Calvin, The Cage, Giuntini Project II czy Bobby Rondinelli. Martin jest także znany z jego zdolności multiinstrumentalnych, gdyż potrafi on grać na wielu instrumentach, takich jak: gitara, gitara basowa, perkusja, skrzypce, keyboard, harmonijka ustna, dudy.

## Dyskografia
| Aldo Giuntini - The Giuntini Project II (1998) - The Giuntini Project III (2006) Black Sabbath - The Eternal Idol (1987) - Headless Cross (1989) - Tyr (1990) - Cross Purposes (1994) - Cross Purposes Live (1995) - Forbidden (1995) - The Sabbath Stones (1996) Dario Mollo - The Cage (1999) - The Cage II (2002) Empire - Trading Souls (2003) - The Raven Ride (2006) |  | Forcefield - Forcefield II: The Talisman (1988) M3 - Classic Snake Live Vol. 1 – a WHITESNAKE’s covers (2003) Phenomena - „PsychoFantasy” (2006) Misha Calvin - Evolution (1993) Rondinelli - Our Cross, Our Sins (2002) Solo - Back Where I belong (1992) - Scream (2005) - Thorns (2022) |